# Tetraspastik
Die Tetraspastik ist die spastische Lähmung aller vier (tetra) Extremitäten (Arme und Beine)
als Folge der Schädigung der Pyramidenbahn beider Seiten. Typische Läsionshöhen sind der Hirnstamm (zum Beispiel bei der Zentralen pontinen Myelinolyse) oder das Halsmark (zum Beispiel bei der Zervikalen Myelopathie).
Weiterhin kann die Tetraspastik bei einer infantilen Zerebralparese als spastische Tetraparese auftreten. Hierbei ist der Ursprung der Pyramidenbahn – die Neuronen des primär motorischen Rindenfeldes im Gyrus praecentralis des Stirnlappens des Großhirns – etwa zum Zeitpunkt der Geburt geschädigt worden. Dann sind häufig Kopf und Stamm mit betroffen.
Die Übertragung von motorischen Impulsen vom Gehirn zum Muskel erfolgt in mehreren Etappen. Zuerst wird der Bewegungsimpuls vom Gehirn über die Pyramidenbahn bis zum Rückenmark gesendet. Kommt es in diesem Bereich zu einer Unterbrechung (zentrale oder spastische Lähmung), so zeigt diese Lähmung keine Muskelatrophie (Muskelschwund), sondern gesteigerte Muskeleigenreflexe, typische Pyramidenbahnzeichen wie zum Beispiel das Babinski-Zeichen und eine Erhöhung des Widerstandes gegen passive Bewegung der betroffenen Muskel (spastische Tonuserhöhung).
Tetraspastik als Symptom findet sich auch bei Syndromen wie N-Syndrom.